# Glandon
Glandon é uma comuna francesa na região administrativa da Nova Aquitânia, no departamento de Alto Vienne. Estende-se por uma área de 27,47 km². Em 2010 a comuna tinha 797 habitantes (densidade: 29 hab./km²).